# أب بارخوشية (مقاطعة فارياب)
أب بارخوشية (بالفارسية: تلمبه آب برخشوئیه) هي مستوطنة تقع في كرمان في إيران. يقدر عدد سكانها بـ 175 نسمة بحسب إحصاء 2016.